# Dąbrowica (powiat karkonoski)

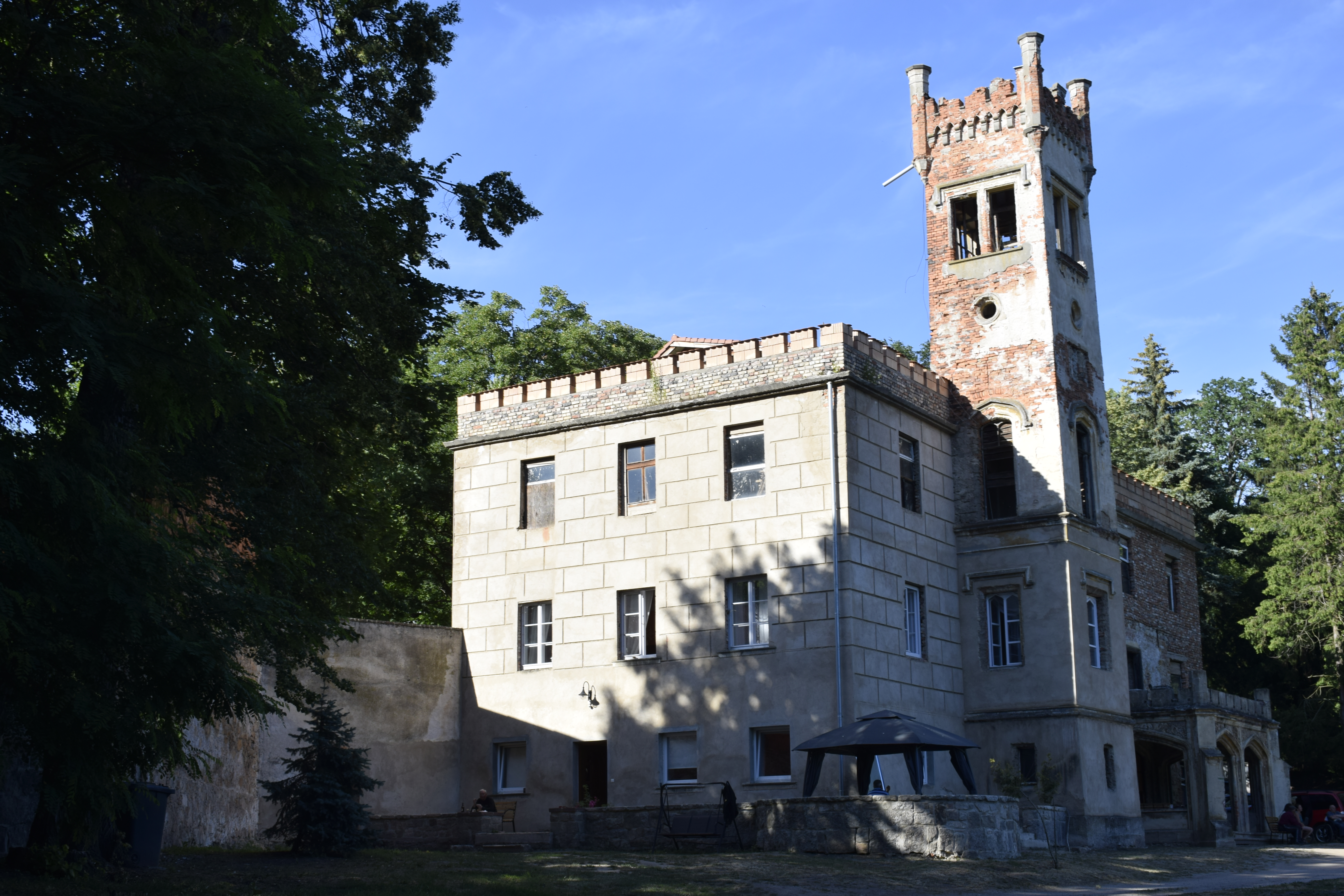
Pałac w Dąbrowicy

Dąbrowica (niem. Eichberg, Kreis Hirschberg i. Rsgb.) – wieś w Polsce położona w województwie dolnośląskim, w powiecie karkonoskim, w gminie Mysłakowice.

## Podział administracyjny
W latach 1975–1998 miejscowość należała administracyjnie do województwa jeleniogórskiego.

## Położenie
Wieś położona na wysokości 345–390 m n.p.m. jest rozłożona pomiędzy doliną Bobru a Kozińcem (462 m n.p.m.), u podnóża Wzgórz Dziwiszowskich, należących do Kotliny Jeleniogórskiej.

## Historia
We wsi założono w 1837 drugą na Śląsku papiernię mechaniczną, wyrabiającą także papiery wartościowe. W czasie II wojny światowej prawdopodobnie wyrabiano tu papier do produkcji fałszywych dolarów amerykańskich oraz funtów brytyjskich.

## Nazwy historyczne
- 1677 Aichberg
- 1726 Eichberg
- 1945 Dębowa Góra (tłumaczenie Eichberg)
- 1946 Dąbrowica

## Zabytki
Do wojewódzkiego rejestru zabytków wpisane są obiekty:
- kościół ewangelicki, obecnie rzymskokatolickie filialny pod wezwaniem Matki Bożej Częstochowskiej - Sanktuarium Matki Boskiej Jasnogórskiej Uzdrowienia Chorych, neogotycki wraz z wyposażeniem. Nawiązujący do romantyzmu obiekt powstał w latach 1890–1900 według projektu Richarda Plüddemanna z Wrocławia (potrzebne źródło):
- zespół pałacowy, z XVII-XIX w.:
  - pałac
  - park